# Modelserver
Als Modelserver wird eine auf Building Information Modeling spezialisierte Server-Software bezeichnet. Oft wird auch die Bezeichnung IFC Modelserver verwendet, falls der Standard Industry Foundation Classes (IFC) implementiert wird.

## Bekannte Projekte
Durch das derzeitige Voranschreiten der Anwendung und die zunehmende Relevanz von Building Information Modeling gibt es zahlreiche Entwicklungen, die den plattformbasierten Datenaustausch ermöglichen. Dabei kann zwischen Lösungen, die von einer Modellierungssoftware abhängig sind und unabhängigen Lösungen unterschieden werden.
- BIMserver: Ein Projekt in Kollaboration der Niederländischen Organisation für Angewandte Naturwissenschaftliche Forschung, von Oracle und der Technischen Universität Eindhoven
- Autodesk[1]
- Collaborative Building Information Management initiative (CBIM): Eine Initiative von Oracle
- Graphisoft BIMcloud
- Allplan Bimplus[2]
- Thinkproject